# Åsa Öhnell
Åsa Helena Öhnell, född 16 februari 1964 i Malmö, är en svensk författare av framför allt barn- och ungdomslitteratur. Hennes skrivande rör sig främst kring de båda bokserierna Klarabelladeckarna och Märta och superhjälten Supernova.

## Biografi
Öhnell föddes i Malmö och växte upp i Bjärred. Hon började läsa tidigt. Hon studerade till språklärare och översättare vid Göteborgs universitet, och bosatte sig då i Mölndal. Hon började sin karriär som lärare. Sedan 1997 har Öhnell arbetat som översättare av facktexter. Hon började skriva böcker för barn när hennes dotter ville ha något spännande att läsa. Hon debuterade med boken Snögubbens hemlighet (Idus förlag, 2013). Debutantåret var hektiskt. I början av 2010-talet började hon att skriva barnböcker på heltid. Hon håller också kurser i att skriva, främst för barn. 2017 kom hennes första bok för vuxna, Sol och vår (lättläst, Vilja förlag), en feelgoodroman.

## Författarskap
Öhnell har två huvudsakliga bokserier: Klara och Bella (Klarabelladeckarna, som är riktade till äldre barn, 9-12 år) respektive Märta och superhjälten Supernova, som är riktade till barn i åldern 6-9 år. Hon föredrar bokserier eftersom hon lära känna rollfigurerna mer. Hon har också skrivit ett par fristående böcker som senare blivit serier, till exempel Abdi och bokhunden (Nypon förlag, 2016) som fick en uppföljare 2017.
Öhnell tenderar att skriva om realistiska brott, men inte om brott mot barn. En del av hennes författarprocess går ut på att tänka sig det hela som en film, där kameran rullar hela tiden och sedan klippa bort det som är oväsentligt. Bland de ämnen som hon skrivit om finns voodoo och elfenbenssmuggling. Flera av hennes böcker handlar om möten mellan barn och äldre. Idéerna får Öhnell under sina resor.